# USS Hollis (DE-794)
USS Hollis (DE-794/APD-86) là một tàu hộ tống khu trục lớp Buckley được Hải quân Hoa Kỳ chế tạo trong Chiến tranh Thế giới thứ hai. Tên nó được đặt theo Trung úy Hải quân Ralph Hollis (1906–1941), người từng phục vụ trên thiết giáp hạm Arizona (BB-39) và đã tử trận trong cuộc Tấn công Trân Châu Cảng vào ngày 7 tháng 12, 1941. Nó đã phục vụ trong chiến tranh cho đến đầu năm 1945, khi được cải biến thành một tàu vận chuyển cao tốc mang ký hiệu lườn APD-86, và tiếp tục phục vụ cho đến khi chiến tranh kết thúc. Con tàu xuất biên chế năm 1947, nhưng được huy động trở lại để hoạt động trong giai đoạn Chiến tranh Lạnh từ năm 1951 đến năm 1956; cuối cùng nó bị tháo dỡ vào năm 1975. Hollisđược tặng thưởng một Ngôi sao Chiến trận do thành tích phục vụ trong Thế Chiến II.

## Thiết kế và chế tạo
Những chiếc thuộc lớp tàu hộ tống khu trục Buckley có chiều dài chung 306 ft (93 m), mạn tàu rộng 37 ft 1 in (11,30 m) và độ sâu mớn nước khi đầy tải là 11 ft 3 in (3,43 m). Chúng có trọng lượng choán nước tiêu chuẩn 1.400 tấn Anh (1.400 t); và lên đến 1.740 tấn Anh (1.770 t) khi đầy tải. Hệ thống động lực bao gồm hai turbine hơi nước General Electric công suất 13.500 mã lực (10.100 kW), dẫn động hai máy phát điện công suất 9.200 kilôwatt (12.300 hp) để vận hành hai trục chân vịt;  công suất 12.000 hp (8.900 kW) cho phép đạt được tốc độ tối đa 23 kn (26 mph; 43 km/h), và có dự trữ hành trình 6.000 nmi (6.900 mi; 11.000 km) khi di chuyển ở vận tốc đường trường 12 kn (14 mph; 22 km/h).
Vũ khí trang bị bao gồm ba pháo 3 in (76 mm)/50 cal trên tháp pháo nòng đơn có thể đối hạm hoặc phòng không, một khẩu đội 1,1 inch/75 caliber bốn nòng và tám pháo phòng không Oerlikon 20 mm. Vũ khí chống ngầm bao gồm một dàn súng cối chống tàu ngầm Hedgehog Mk. 10 (có 24 nòng và mang theo 144 quả đạn); hai đường ray Mk. 9 và tám máy phóng K3 Mk. 6 để thả mìn sâu. Khác biệt đáng kể so với lớp Evarts dẫn trước là chúng có thêm ba ống phóng ngư lôi Mark 15 21 inch (533 mm). Thủy thủ đoàn đầy đủ bao gồm 186 sĩ quan và thủy thủ.
Hollis được đặt lườn tại xưởng tàu của hãng Consolidated Steel Corp., Ltd. tại Orange, Texas vào ngày 5 tháng 7, 1943. Nó được hạ thủy vào ngày 11 tháng 9, 1943; được đỡ đầu bởi bà Hermione C. Hollis, vợ góa Trung úy Hollis, và nhập biên chế vào ngày 24 tháng 1, 1944 dưới quyền chỉ huy của Hạm trưởng, Thiếu tá Hải quân Gordon D. Kissam.

## Lịch sử hoạt động

### Mặt trận Đại Tây Dương
Sau khi hoàn tất việc chạy thử máy huấn luyện tại khu vực Bermuda và sửa chữa sau chạy thử máy, Hollis thực hiện hai chuyến hộ tống vận tải dọc theo vùng bờ Đông trước khi đi đến Quonset Point, Rhode Island trợ giúp vào việc nghiên cứu âm học dưới nước. Đây là hoạt động nhằm đối phó với kiểu ngư lôi dò âm G7es (T5) mà Hải quân Đức quốc xã sử dụng. Nó tham gia công việc quan trọng này cho đến ngày 28 tháng 5, 1944, khi nó lên đường trong thành phần hộ tống một tàu sân bay đi sang Casablanca, Morocco thuộc Pháp. Quay trở về New York vào ngày 17 tháng 6, con tàu nhanh chóng trở ra khơi trong thành phần một đội tìm-diệt tàu ngầm, và hoạt động trên tuyến đường hàng hải đi sang Địa Trung Hải từ tháng 7 đến giữa tháng 8. Nó cũng hộ tống một đoàn tàu vận tải hướng sang Bắc Phi để tham gia Chiến dịch Dragoon, cuộc đổ bộ lên miền Nam nước Pháp diễn ra vào ngày 15 tháng 8. Trong những tháng tiếp theo, con tàu tiếp tục hoạt động hộ tống vận tải tại Địa Trung Hải để bảo vệ các đoàn tàu vận chuyển tiếp liệu cho chiến dịch.
Lên đường quay trở về Hoa Kỳ vào ngày 28 tháng 12, Hollis về đến nơi vào ngày 18 tháng 1, 1945 và đi đến Xưởng hải quân Philadelphia để được cải biến thành một tàu vận chuyển cao tốc lớp Charles Lawrence. Được xếp lại lớp với ký hiệu lườn mới APD-86 vào ngày 24 tháng 1, 1945, nó rời xưởng tàu để tiến hành việc chạy thử máy và huấn luyện trong tháng 4 và tháng 5 dọc theo vùng bờ Đông. Nó khởi hành từ Miami, Florida vào ngày 10 tháng 5 để chuyển sang khu vực Mặt trận Thái Bình Dương, đi ngang qua kênh đào Panama để hướng sang khu vực quần đảo Hawaii.

### Mặt trận Thái Bình Dương
Đi đến Trân Châu Cảng vào ngày 30 tháng 5, tiến hành huấn luyện cùng các đội phá hoại dưới nước (UDT: Underwater Demolition Team) tại khu vực Maui. Được cải biến thành một soái hạm UDT, nó lên đường hướng sang Eniwetok và Guam, đi đến Apra Harbor vào ngày 23 tháng 8. Tuy nhiên lúc đang trên đường đi, Nhật Bản đã chấp nhận đầu hàng vào ngày 15 tháng 8 giúp kết thúc cuộc xung đột.
Hollis lên đường đi vịnh Tokyo để hỗ trợ cho hoạt động chiếm đóng, đến nơi vào ngày 1 tháng 9; nó đã chứng kiến lễ ký kết văn kiện Nhật Bản đầu hàng trên thiết giáp hạm Missouri (BB-63) vào ngày hôm sau. Sau khi hoàn thành nhiệm vụ nó lên đường quay trở về Hoa Kỳ, về đến San Diego, California vào ngày 23 tháng 10, rồi tiếp tục hành trình vượt kênh đào Panama để quay trở về Boston, Massachusetts, đến nơi vào ngày 15 tháng 2, 1946. Con tàu ở lại Charleston, South Carolina trong bốn tháng trước khi được chuyển đến Green Cove Springs, Florida vào ngày 13 tháng 10, 1946. Nó được cho xuất biên chế tại đây vào ngày 5 tháng 5, 1947 và được đưa về Hạm đội Dự bị Đại Tây Dương.

### 1951 - 1956
Do sự kiện Chiến tranh Triều Tiên bùng nổ làm thiếu hụt số tàu chiến sẵn sàng sàng hoạt động, Hollis được cho tái biên chế trở lại vào ngày 6 tháng 4, 1951, và tiến hành việc chạy thử máy và huấn luyện ngoài khơi Norfolk, Virginia. Nó chuyển đến cảng nhà mới Little Creek, Virginia vào ngày 8 tháng 10, và tham gia các cuộc thực hành đổ bộ tại vùng biển Caribe và ngoài khơi bờ biển North Carolina, trước khi quay trở về cảng vào ngày 20 tháng 11.
Trong năm năm tiếp theo, Hollis tham gia các cuộc thực hành đổ bộ, huấn luyện chống tàu ngầm và tập trận hạm đội. Nó phục vụ trong những khoảng thời gian ngắn trong năm 1954 và 1955 trong vai trò tàu huấn luyện cho Trường Sonar Hạm đội tại Key West, Florida. Cũng trong năm 1954 nó tham gia thử nghiệm điều kiện thời tiết lạnh giá của Bắc Đại Tây Dương ngoài khơi Labrador, và đã đưa các học viên sĩ quan Hải quân Dự bị Hoa Kỳ trong một chuyến đi thực tập mùa Hè vào năm 1955.
Hollis được chuyển đến Green Cove Springs, Florida vào ngày 17 tháng 7, 1956, và được cho xuất biên chế lần sau cùng tại đây vào ngày 16 tháng 10, 1956. Tên nó được cho rút khỏi danh sách Đăng bạ Hải quân vào ngày 15 tháng 9, 1974, và con tàu bị bán để tháo dỡ vào ngày 1 tháng 7, 1975.

## Phần thưởng
Hollis được tặng thưởng một Ngôi sao Chiến trận do thành tích phục vụ trong Thế Chiến II.
|  |  | Bronze star |
|  |  |             |

| Huân chương Chiến dịch Hoa Kỳ        | Huân chương Chiến dịch Châu Á-Thái Bình Dương | Huân chương Chiến dịch Châu Âu-Châu Phi-Trung Đông với 1 Ngôi sao Chiến trận |
| Huân chương Chiến thắng Thế Chiến II | Huân chương Phục vụ Chiếm đóng Hải quân       | Huân chương Phục vụ Phòng vệ Quốc gia                                        |